# Oberaumühle
Oberaumühle ist ein Gemeindeteil der Stadt Wassertrüdingen im Landkreis Ansbach (Mittelfranken, Bayern). Oberaumühle liegt in der Gemarkung Geilsheim.

## Geografie
Die Einöde liegt 2,5 km südlich von Wassertrüdingen an der Wörnitz. Im Westen grenzt das Waldgebiet Linkersbaindt an. Dort befinden sich die Sand- und Hüttenweiher, die von einem rechten Zufluss der Wörnitz gespeist werden. Im Osten liegt das Flurgebiet Auwiesen. Ein Anliegerweg führt zur Staatsstraße 2221 (0,7 km östlich).

## Geschichte
Oberaumühle lag im Fraischbezirk des ansbachischen Oberamtes Wassertrüdingen. Gegen Ende des 18. Jahrhunderts saß eine Untertansfamilie auf der Mühle, die das ansbachische Verwalteramt Röckingen als Grundherrn hatte. Von 1797 bis 1808 unterstand der Ort dem Justiz- und Kammeramt Wassertrüdingen.
Mit dem Gemeindeedikt wurde Oberaumühle 1809 dem Steuerdistrikt und der Ruralgemeinde Geilsheim zugewiesen. Im Zuge der Gebietsreform in Bayern wurde Oberaumühle am 1. Mai 1978 nach Wassertrüdingen eingemeindet.

### Baudenkmal
- Haus Nr. 1: Ehemalige Mühle, zweigeschossiger Putzbau mit Schopfwalmdach, 1683[10]

### Einwohnerentwicklung
| Jahr      | 001818 | 001840 | 001861 | 001871 | 001885 | 001900 | 001925 | 001950 | 001961 | 001970 | 001987 |
| Einwohner | 6      | 11     | 14     | 10     | 11     | 7      | 7      | 6      | 5      | 5      | 8      |
| Häuser    | 1      | 2      |        |        | 2      | 2      | 1      | 1      | 1      |        | 1      |
| Quelle    | [ 12 ] | [ 13 ] | [ 14 ] | [ 15 ] | [ 16 ] | [ 17 ] | [ 18 ] | [ 19 ] | [ 20 ] | [ 21 ] | [ 1 ]  |

## Religion
Der Ort ist seit der Reformation evangelisch-lutherisch geprägt und war ursprünglich nach Heilig Kreuz (Geilsheim) gepfarrt, seit der ersten Hälfte des 20. Jahrhunderts ist die Pfarrei Dreieinigkeitskirche (Wassertrüdingen) zuständig. Die Einwohner römisch-katholischer Konfession waren ursprünglich nach St. Maria Magdalena (Cronheim) gepfarrt, heute ist die Pfarrei Heilig Geist (Wassertrüdingen) zuständig.